# Манрике де Лара, Родриго
Родриго Манрике де Лара (1406 — 11 ноября 1476, Оканья, Испания) — испанский аристократ, получивший известность благодаря своей доблести в битвах Реконкисты против мавров. Он встал на сторону инфантов Арагона во время их войны против короля Хуана II Кастильского и Альваро де Луны. Он носил титул первого графа Паредес-де-Нава (1452) и был великим магистром ордена Сантьяго (1474—1476).

## Происхождение семьи
Родриго был вторым сыном Педро Манрике де Лара-и-Мендоса (1381—1440), 8-го сеньора де Амуско и де Тревиньо и главного аделантадо Кастилии, и его жены Леонор де Кастилья-и-Альбуркерке (1393—1470). Его братом был Гомес Манрике, поэт и драматург.
Линия Манрике из дома Лара, также известная как Дом Манрике де Лара, представляла собой одну из самых могущественных дворянских фамилий в средневековой Испании, обладая среди своих титулов герцогством Нахера и маркизатом Агилар-де-Кампоо. В 1520 году, когда король Испании Карл I впервые признал 25 старших грандов Испании, дом Манрике де Лара был широко представлен в списке.

## Биография
Родриго провёл большую часть своей жизни в конфликте со своим заклятым врагом, Альваро де Луной, защищая свои владения и титулы.
Он вступил в Орден Сантьяго в 1418 году в возрасте 12 лет. В 1434 году он участвовал во взятии города Уэскар и к 1440 году был одним из первых тринадцати членов ордена. В мае 1452 года король Кастилии Хуан II пожаловал ему титул графа де Паредес-де-Нива.
После смерти Хуана II в 1454 году Родриго Манрике де Лара начал активно участвовать в борьбе дворянской лиги против короля Энрике IV Кастильского. В 1445 году он сражался в первой битве при Ольмедо против Альваро де Луны, который поддерживал Энрике IV. Позднее, в 1465 году, он участвовал в так называемом фарсе в Авиле, где группа кастильских дворян символически казнила чучело Энрике IV и провозгласила новым королем Кастилии его сводного брата, инфанта Альфонсо Кастильского, более известного как «Альфонсо Невинный», чтобы быть законным королем. Современная критика назвала церемонию «фарсом в Авиле», и это название вошло в историю. За участие в «фарсе» он получил звание коннетабля Кастилии.
После смерти Альфонсо Невинного в 1468 году Родриго Манрике де Лара, будучи постоянным мятежником, поддержал притязания принцессы Изабеллы, которая впоследствии стала королевой Изабеллой I Кастильской. Он присутствовал при подписании договора у Быков Гисандо, который официально признавал Энрике IV Кастильского законным королем, а его сестру Изабеллу — наследницей королевского престола. Однако этот договор также вытеснил Хуану Бельтранеху из линии наследования, шаг, который позже заложил основу для Войны за кастильское наследство.
В 1474 году, с восшествием на престол своей покровительницы Изабеллы I Кастильской, Родриго Манрике де Лара был назначен великим магистром Ордена Сантьяго в городе Уклес. Титул великого магистра ордена был разделён на две половины в том же году после того, как его предшественник Хуан Пачеко, маркиз де Вильена, отказался от своего титула в пользу своего сына Диего Лопеса де Пачеко-и-Портокарреро. Этот тип наследования для великого магистра Ордена Сантьяго был неправильным, поскольку титул традиционно получался путем избрания, а не наследования. Это положило начало борьбе за власть среди лидеров ордена и привело к конфронтации между Родриго Манрике де Ларой и Алонсо де Карденасом. В результате этой борьбы за власть орден Сантьяго в течение некоторого времени имел двух разных великих магистров, одного для Кастилии и одного для Леона. Король Фердинанд II Арагонский вмешался в спор и стал посредником в этом разделении, которое закончилось после смерти Педро Манрике два года спустя, в 1476 году.

## Брак и потомство
Родриго Манрике де Лара был трижды женат. 
В 1431 году он женился на донье Менсии де Фигероа Ласо де Вега. Она была дочерью Гомеса I Суареса де Фигероа и внучкой Лоренцо I Суареса де Фигероа, предыдущего великого магистра Ордена Сантьяго. Их дети:
- Педро Манрике де Лара-и-Фигероа (1435—1481), наследник титулов своего отца, 2-й граф де Паредес-де-Нава, сеньор де Вильяпаласиос, де Вильяверде-де-Гвадалимар, Бьенсервида, Риопар, Котильяс и Сан-Висенте, Командор Сегуры и один из тринадцати ведущих членов ордена Сантьяго.
- Родриго Манрике де Лара-и-Фигероа, сеньор де Иброс, командующий Есте и Тайбилья, один из тринадцати правящих членов Ордена Сантьяго, алькаид Пучерны, коррехидор городов Баса, Гуадикс, Альмерия, Пурчена и Вера, посол в Португалии и главный майордом королевы Хуаны, когда она была инфантой.
- Диего Манрике де Лара-и-Фигероа, умер молодым.
- Хорхе Манрике де Лара-и-Фигероа (ок. 1440 — 1479), сеньор Бельмонтехо, командующий Монтисоном и Чикланой, один из тринадцати правящих членов ордена Сантьяго, капитан латников гвардии Кастильи, поэт и автор стансов «Coplas a la muerte de su padre», написанных на смерть своего отца Родриго.
- Фадрике Манрике де Лара-и-Фигероа (? — ок. 1480), капитан латников гвардии Кастильи, главный судья Убеды.
- Леонор Манрике де Лара-и-Фигероа, сеньора виллы Сан-Роман
- Эльвира Манрике де Лара и Фигероа, сеньора де Фромиста.

Вторая жена — донья Беатрис де Гусман, дочь Диего Уртадо де Мендоса, 1-го сеньора де Каньете, и его второй жены доньи Терезы де Гусман. Брак был бездетным.
Третья жена — донья Эльвира де Кастаньеда, дочь Педро Лопеса де Айялы, 1-го графа де Фуэнсалида, и Марии де Сильвы, сестры Хуана де Сильвы и Менесеса, 1-го графа де Сифуэнтес. В этом браке родилось три сына:
- дон Энрике Манрике де Лара — сеньор майората де Риелвес, командор Каррисоса в Ордене Сантьяго.
- дон Алонсо Манрике де Лара[исп.] — кардинал-священник с титулом церкви Санти-XII-Апостоли (1532—1538), епископ Бадахоса (1499—1516) и Кордовы (1516—1523), верховный капеллан Карлоса V, архиепископ Севильи (1523—1538) и Великий инквизитор Испании (1523—1538), один из самых выдающихся прелатов своего времени.
- дон Родриго Манрике де Айяла — командор Мансанарес в Ордене Калатравы, а после командор Вилья-Рубиа в Ордене Сантьяго, член Совета Карлоса V, алькайд Уэски и помощник Севильи

## Смерть и наследие
Родриго Манрике скончался 11 ноября 1476 года в испанском городе Оканья.
Его эпитафия гласит: «Здесь лежит человек, который оставил своё имя живым».
Помимо его собственного выдающегося положения в истории, Родриго Манрике остается увековеченным поэмой, написанной его сыном Хорхе Манрике де Ларой, «Coplas por la muerte de su padre».
В XVIII веке графство де Паредес-де-Нава было объединено с другими титулами дома Манрике-де-Лара, включая герцогство Нахера и маркизата де Агилар-де-Кампоо.